# 北村翼
北村 翼（きたむら よく、1926年〈大正15年〉8月18日 - 2020年〈令和2年〉8月15日）は、日本の政治家。和歌山県橋本市長（3期）。和歌山県議会議員（2期）。位階は正五位。旭日小綬章受章。

## 経歴
和歌山県出身。旧制和歌山県立伊都中学校（のち和歌山県立伊都高等学校、現・和歌山県立伊都中央高等学校）卒。橋本市助役、橋本市議会議員を経て、和歌山県議会議員に当選、2期務める。1993年〈平成5年〉橋本市長選挙に立候補し無投票で当選する。1997年〈平成9年〉も無投票当選。2001年〈平成13年〉の市長選挙で三選した。2005年〈平成17年〉に退任。2006年春の叙勲で旭日小綬章を受章。2020年〈令和2年〉死去。死没日付をもって叙正五位。